# Euphorbe hétérophylle
Euphorbia heterophylla
Espèce
Classification phylogénétique
L'Euphorbe hétérophylle (Euphorbia heterophylla L.), ou caca poule, poinsettia d'Amérique, herbe de lait, euphorbe de Terracine, euphorbe à cyathe, euphorbe à feuilles de lin ou euphorbe épineuse, est une espèce du genre Euphorbia (les euphorbes véritables), vivace (parfois annuelle) originaire d'Amérique tropicale et subtropicale, devenue plus ou moins cosmopolite et parfois fortement invasive à la suite de son introduction par l'homme. Cette plante tropicale présente un caractère invasif, exacerbé par le réchauffement climatique (on parle de tropicalisation de l'Italie et de la Grèce) et, notamment adventice des cultures cotonnières et de tomates, elle a développé une résistance aux herbicides.

## Description

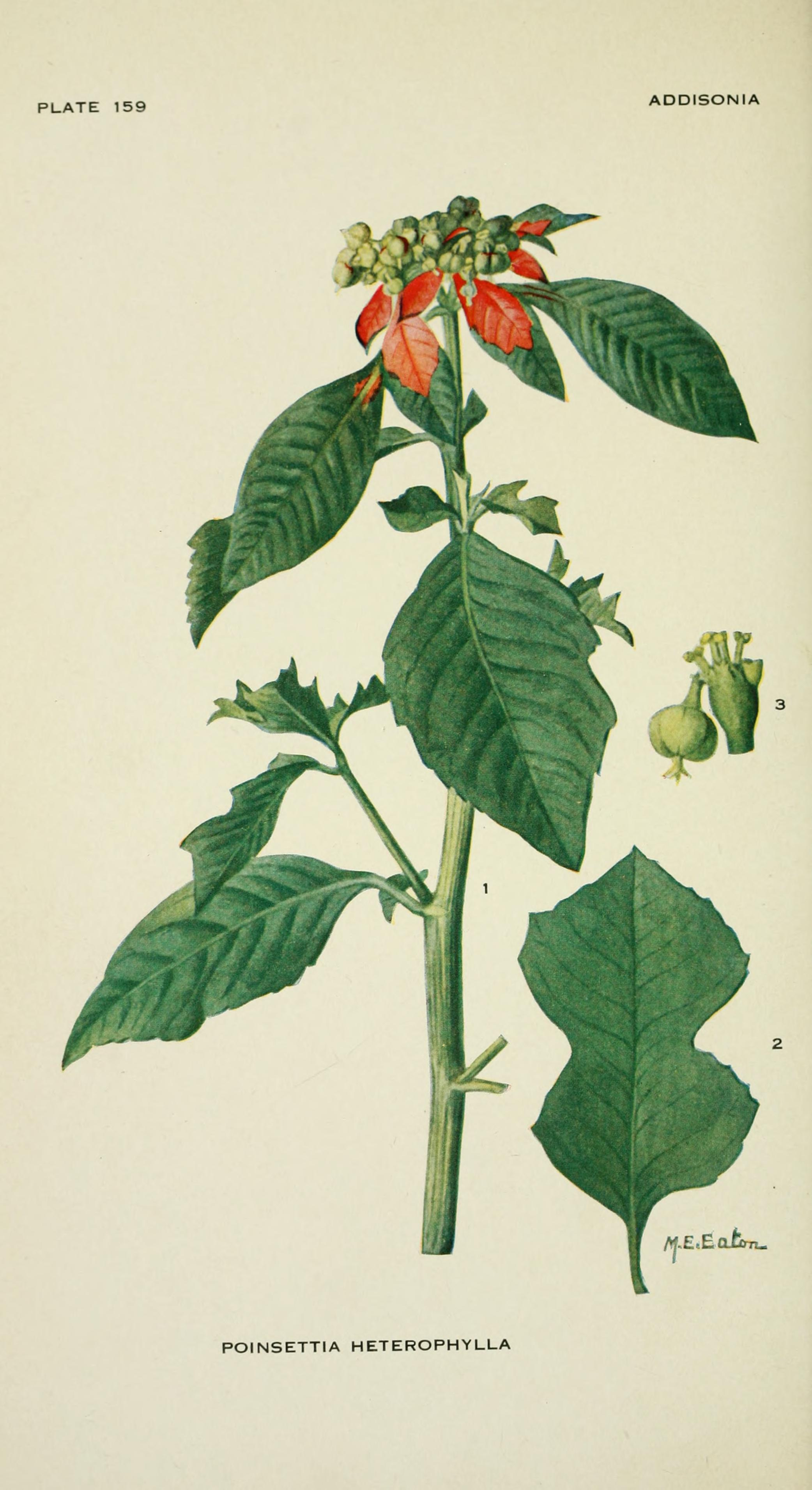
Illustration de 1919 (Addisonia - colored illustrations and popular descriptions of plants, vol 4).

La plante mesure entre 20 et 100 cm de hauteur, dressée, peu à très ramifiée. Les feuilles, alternées à la base, puis vers le haut paraissant opposées à verticillées, sont très polymorphiques, de lancéolées à obovales. Elles sont pétiolées à la base et sessiles vers le haut. L'inflorescence en cyme est axillaire ou terminale, formant un groupement serré de fleurs. La fleur, en cyathe, verte à jaunâtre, forme une petite coupe, avec plusieurs fleurs mâles et une fleur femelle. Le fruit est une capsule sphérique à trois loges. Les graines sont gris-brun, ovoïdes de section triangulaire. La racine est en pivot pourvue de racines secondaires. Toutes les parties de la plante contiennent une sève laiteuse,. Elle ne peut pas être confondue. Euphorbia cyanthophora a également les feuilles de forme variable, mais les bractées sont rouges, alors qu'elles sont vertes chez E. heterophylla.

## Distribution et habitat

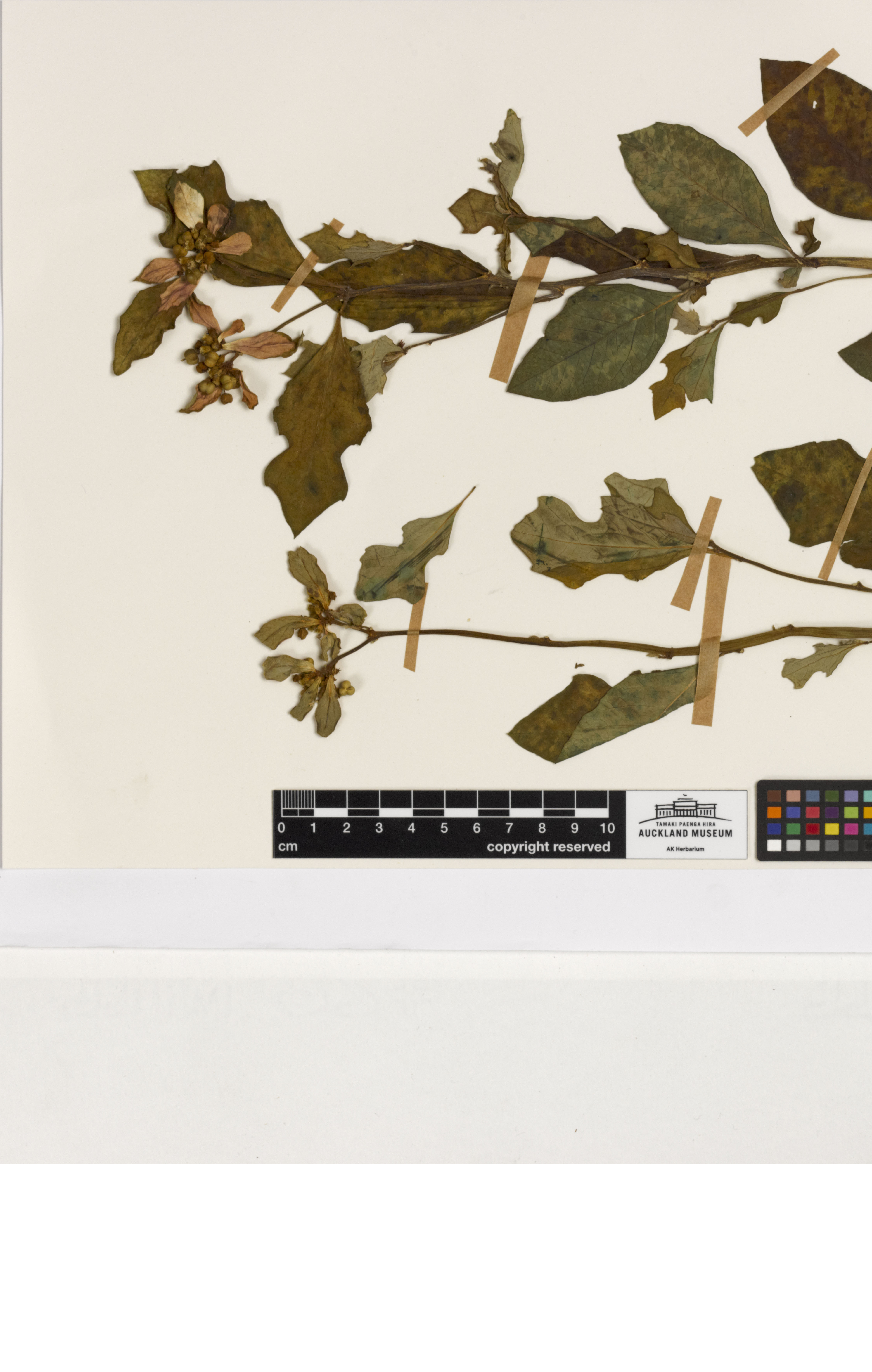
Euphorbia heterophylla, page d'herbier, musée de la guerre d'Auckland, Nouvelle-Zélande

Elle est originaire d'Amérique tropicale et subtropicale. Elle a été introduite dans de nombreuses régions du monde, où elle peut devenir fortement invasive, notamment en Inde et en Thaïlande. On la rencontre en Amérique du Nord aux États-Unis, en Europe dans le Sud méditerranéen (des Canaries à la Grèce), en Afrique du Sénégal à Djibouti et au Zimbabwe, dans le sud du Paléarctique de la péninsule arabique à Taiwan, dans la région indomalaise de l'Inde à la Chine et à l'Indonésie, et en Australie, en Nouvelle-Guinée, en Nouvelle-Calédonie, aux Fidji et en Micronésie,.

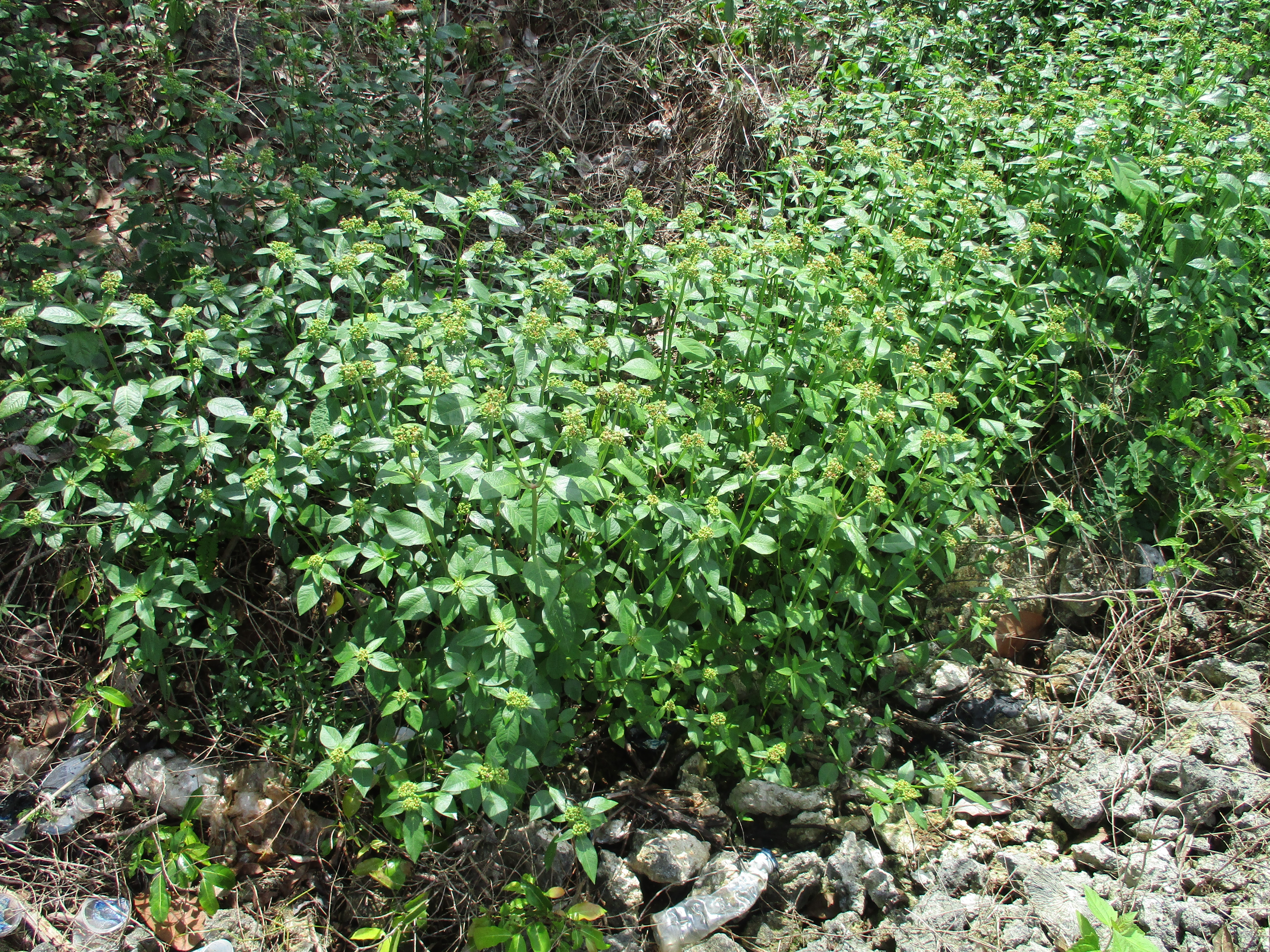
Euphorbia heterophylla en bordure d'un chemin, Sulawesi (Indonésie).

C'est une plante xérophile, rudérale et adventice, rencontrée dans les cultures (notamment les champs de coton, de canne à sucre, de soja ou de haricots), dans les friches, les bords de routes et les jardins, sur différents types de sols. Une étude réalisée en Côte d'Ivoire montre que parmi 284 adventices, c'est la plus infestante et l'une des plus courantes. Elle peut être transportée avec des graines, comme des graines de soya. Elle résiste à de nombreux herbicides. Pour la contrôler, un arrachage manuel et mécanique mené plusieurs fois dans la saison donne les meilleurs résultats.

## Dénominations
Elle porte divers noms: 
- en français: euphorbe hétérophylle, poinsettia d'Amérique, caca poule, herbe de lait, euphorbe de Terracine, euphorbe à cyathe, euphorbe à feuilles de lin ou euphorbe épineuse;
- en anglais: mexican fireplant, painted spurge, red milkweed, wild poinsettia;
- en espagnol: gota de sangre, huchapurga, leche de sapo, leche vana; en Argentine également lecherón;
- en portugais: amendoim-bravo; au Brésil également adeus-brasil, café-do-diabo, leiteira, mata-brasil;

### Étymologie
Euphorbia viendrait par le grec du nom donné par un roi de Mauritanie d'après le nom d'un médecin réputé, Euphorbus, nom repris par Linné pour sa nomenclature scientifique. L'épithète spécifique, heterophylla, est composée de hétéro-, « différent », et -phylle, « feuille », en raison de la variété des feuilles.

### Synonymes
- Euphorbia geniculata Ortega
- Euphorbia prunifolia Jacq.
- Euphorbia cyathophora
- Euphorbia elliptica Lam.,
- Euphorbia epilobiifolia W.T.Wang
- Euphorbia morisoniana Klotzsch
- Euphorbia taiwaniana S.S.Ying
- Poinsettia geniculata (Ortega) Klotzsch & Garcke
- Poinsettia heterophylla (L.) Klotzsch & Garcke
- Poinsettia ruiziana Klotzsch & Garcke[5]

## Biologie
Il s'agit d'une plante annuelle. les graines sont produites en grande quantité. Chaque fruit contient trois graines qui sont expulsées quand le fruit est mûr. Elle germe à tous moments de l'année, ce qui constitue une stratégie de diffusion importante car elle peut réaliser quatre à cinq cycle par année. Elle présente également une forte variété chromosomiques (2n=14, 26, 28, 32 ou 56), formant des sous-populations variées.
« Les plantes à pleine maturité étaient plus hautes que le coton, exerçant une forte concurrence. N’ayant aucune dépendance à la lumière pour la germination, les graines pourraient avoir le potentiel de germer et d'émerger de plus grandes profondeurs du sol ».

### Animaux et parasites associés
Outre les mangeurs de nectar, plusieurs insectes, animaux, champignons ou autres parasites utilisent cette plante comme plante-hôte ou comme abri: 
- Diaporthe phaseolorum var. caulivora (Diaporthaceae), un champignon pathogène ;
- Cochliobolus bicolor et Cochliobolus carbonum (Pleosporaceae), des champignons pathogènes ;
- Melampsora helioscopiae, un champignon de type « rouille » (Melampsoraceae) ;
- Leveillula clavata (Erysiphaceae), un « mildiou »[12] ;
- Rhizoglyphus setosus (Acaridae), un acarien ;
- Tetranychus urticae (Tetranychidae)m une « araignée rouge », à Cuba ;
- Sesamia nonagrioides botanephaga, la Noctuelle du maïs (Noctuidae), un papillon ;
- Poekilocerus bufonicus hieroglyphicus (ou P. hieroglyphicus), un criquet de la famille des Pygomorphidae (au Soudan) ;
- Rotylenchulus reniformis (Hoplolaimidae), un vers nématode ;
- Meloidogyne javanica (Heteroderidae), autre nématode ;
- Euphorbia mosaic bigeminivirus, un virus ;
- Lixophaga sphenophori, une mouche Tachinidae, en Nouvelle-Guinée ;
- Euschistus heros, une punaise Pentatomidae, au Brésil ;
- Chariesterus gracilicornis, une punaise Coreidae, en Guadeloupe ;
- Bemisia tabaci, l'aleurode du tabac, qui trouve y trouve un abri, et peut communiquer le virus Euphorbia mosaic bigeminivirus.

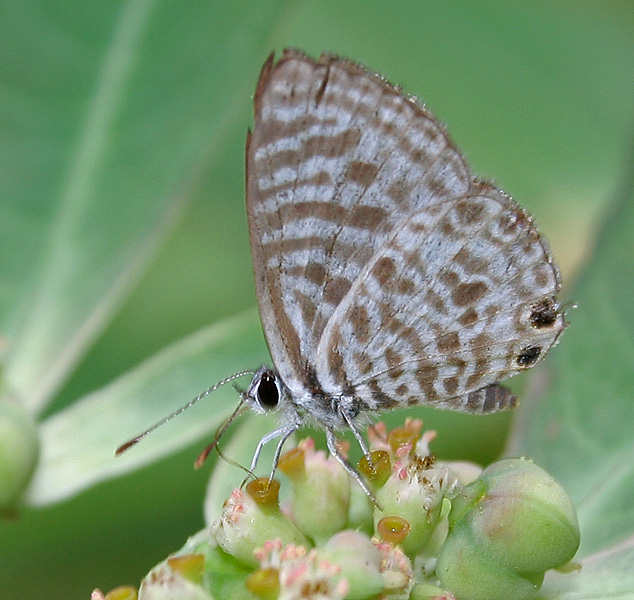
Papillon Leptotes plinius (Lycaenidae) se nourrissant de nectar, Inde.
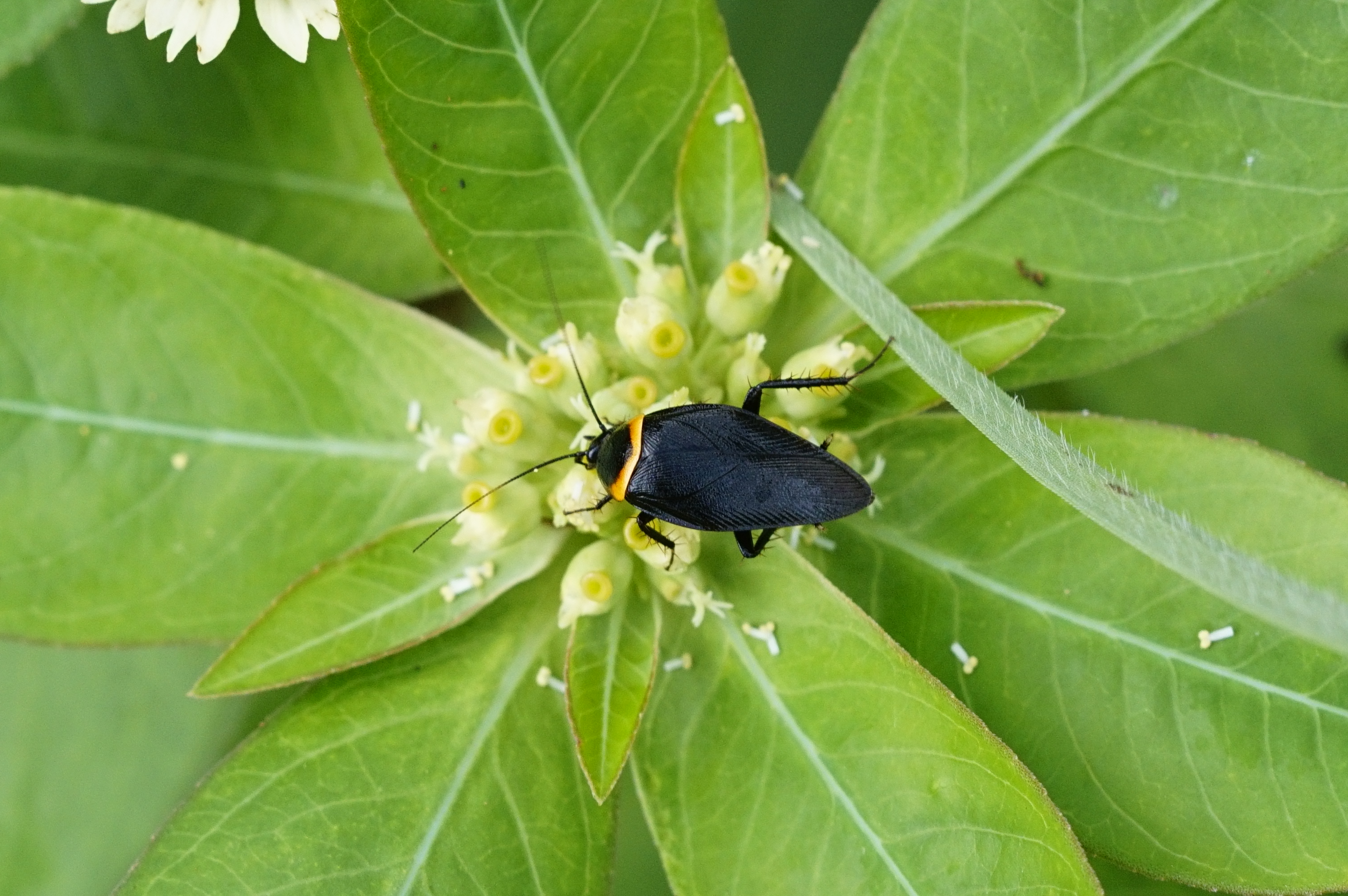
Hemithyrsocera palliata, une blatte, Inde.
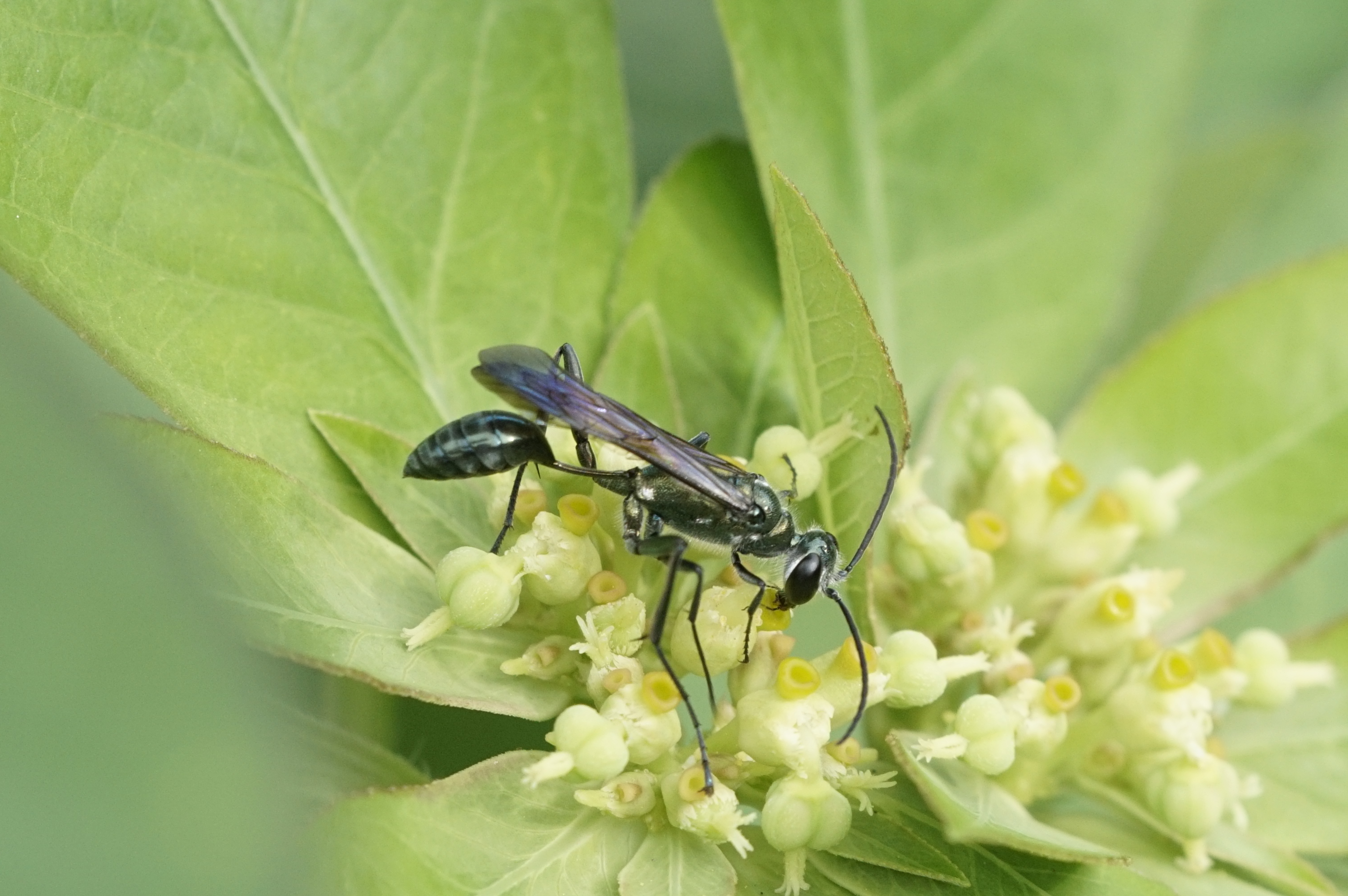
Chalybion sp., un sphécidé, Inde.
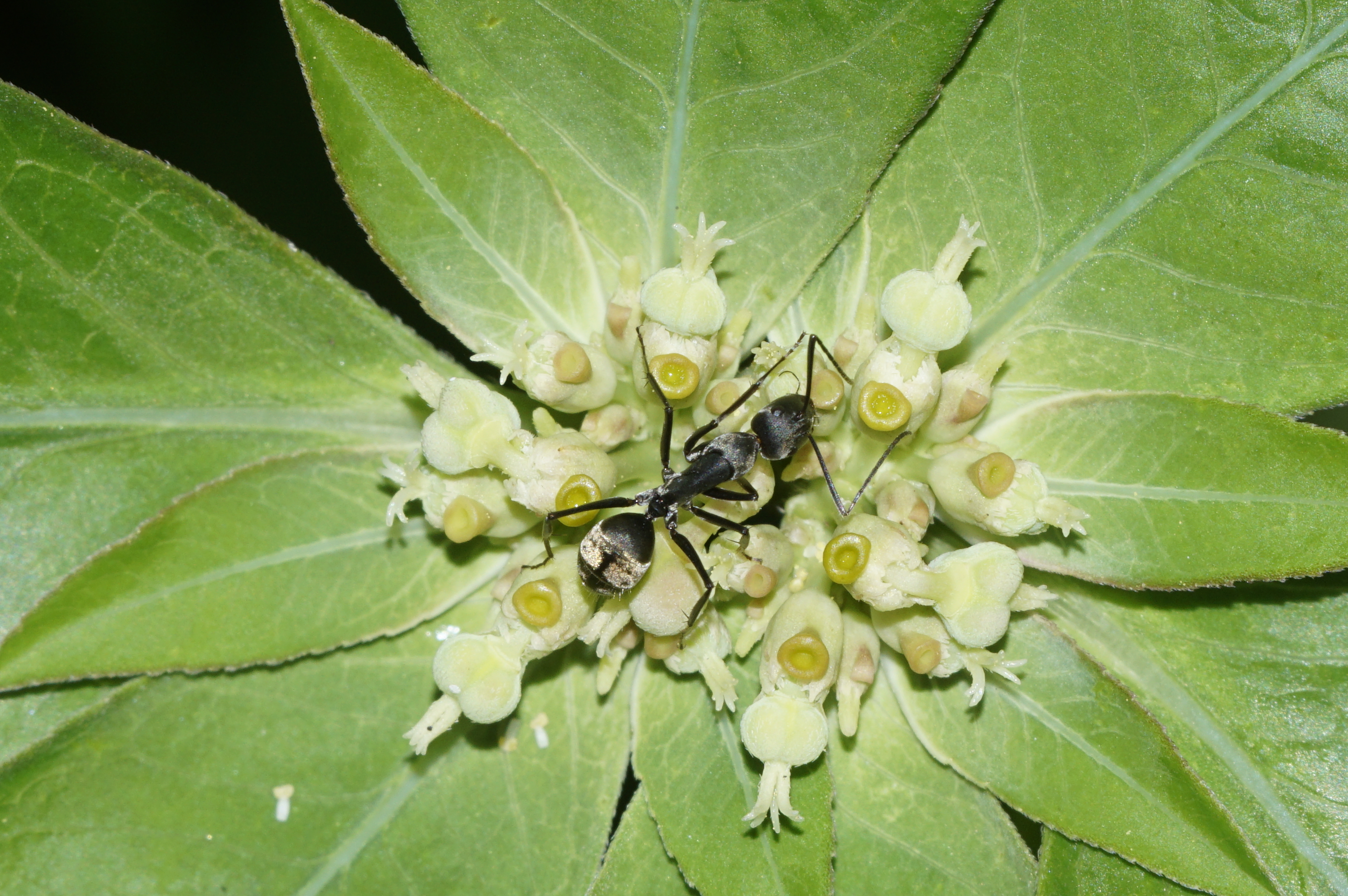
Une fourmi.
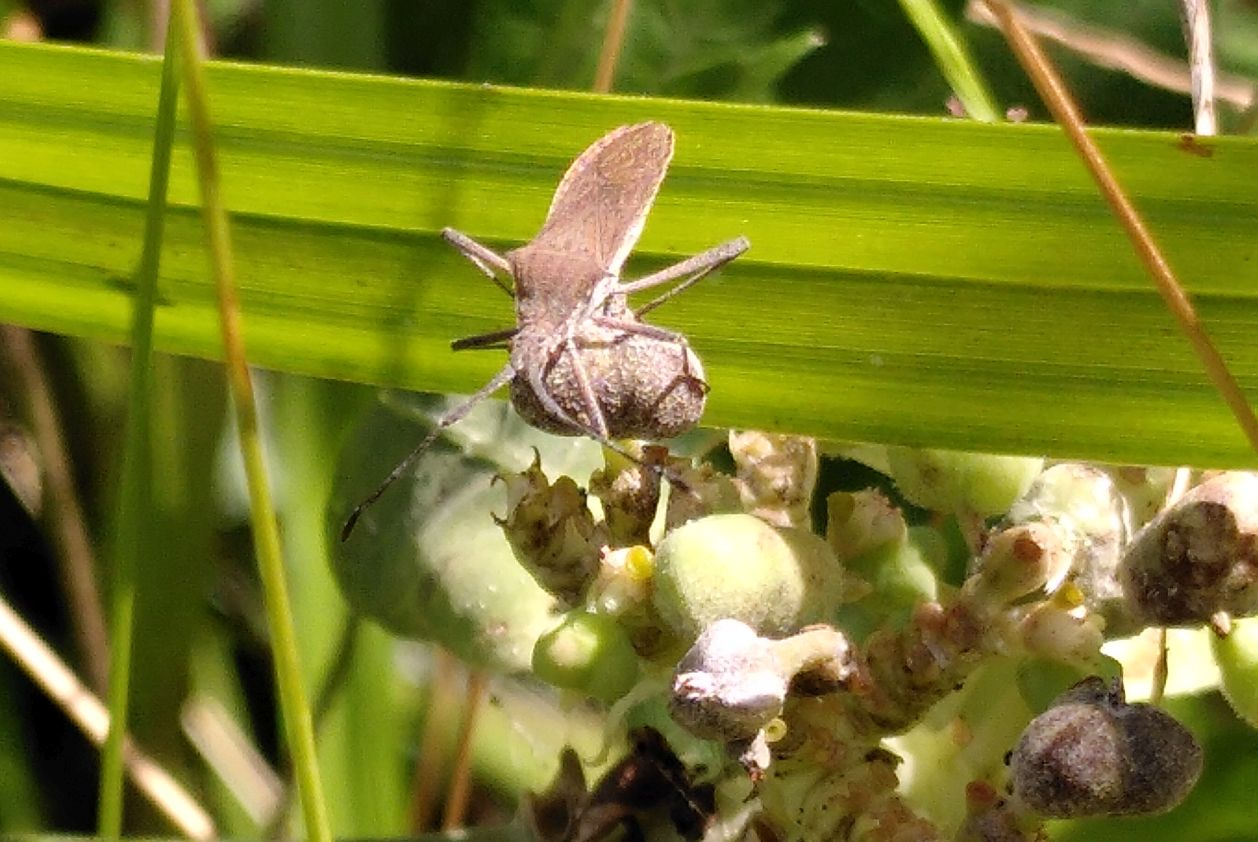
Chariesterus gracilicornis (punaise Coreidae) sur les graines.

## Usages par l'humain
Selon une enquête d'ethnobotanique menée dans le Nord de la Côte d'Ivoire, cette plante est utilisée comme fourrage pour les lapins, les cobayes et les cochons. Elle est également utilisée en herboristerie pour soigner les plaies, favoriser la lactation, lutter contre la délétion de la spermatogenèse, soigner des affections gastriques et les rougeurs des nourrissons. Elle nourrit aussi les poules et pintades, dont elle améliore la ponte.
Selon une étude de l'Université Ciego de Ávila à Cuba, ses qualités médicinales et de fourrage engagent à l'étudier d'un point de vue phytotechnique en vue de sa domestication. Elle a un important potentiel antioxydant et antimicrobien. Ses huiles essentielles peuvent aider à contrôler certaines « mauvaises herbes ».

## Galerie

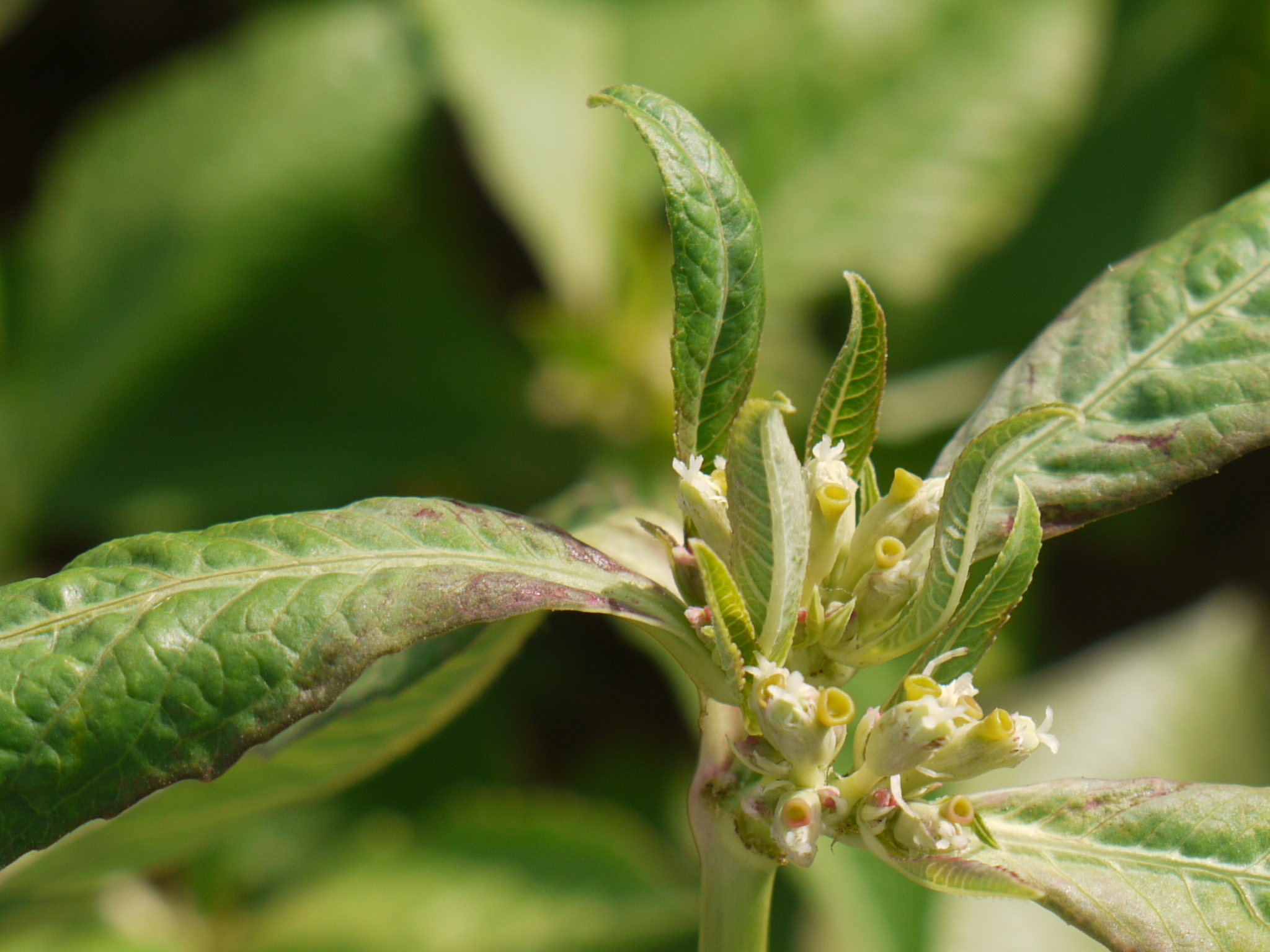
Inflorescence (photographiée en Inde).
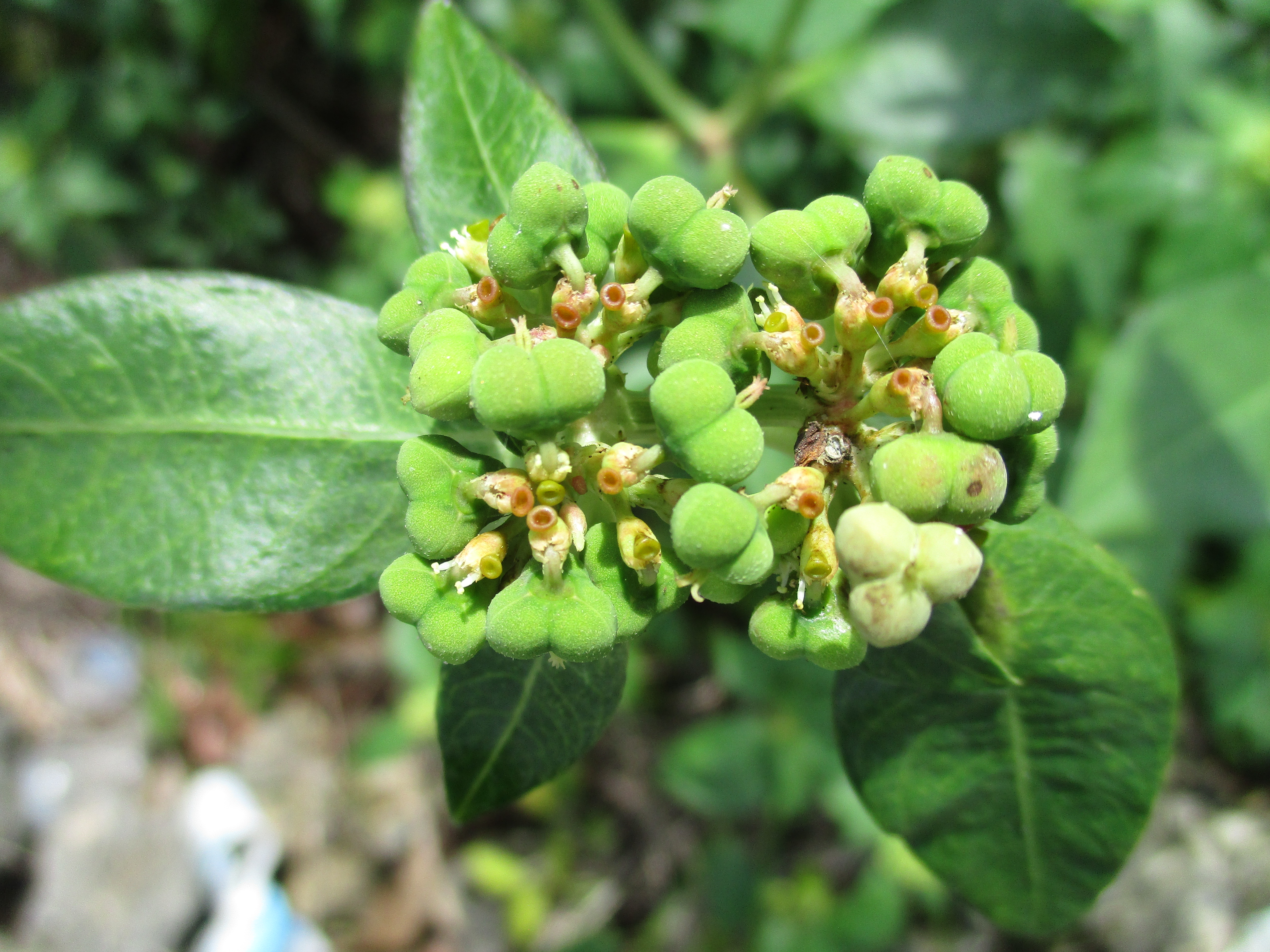
Graines (Indonésie, île Buton, Sulawesi)
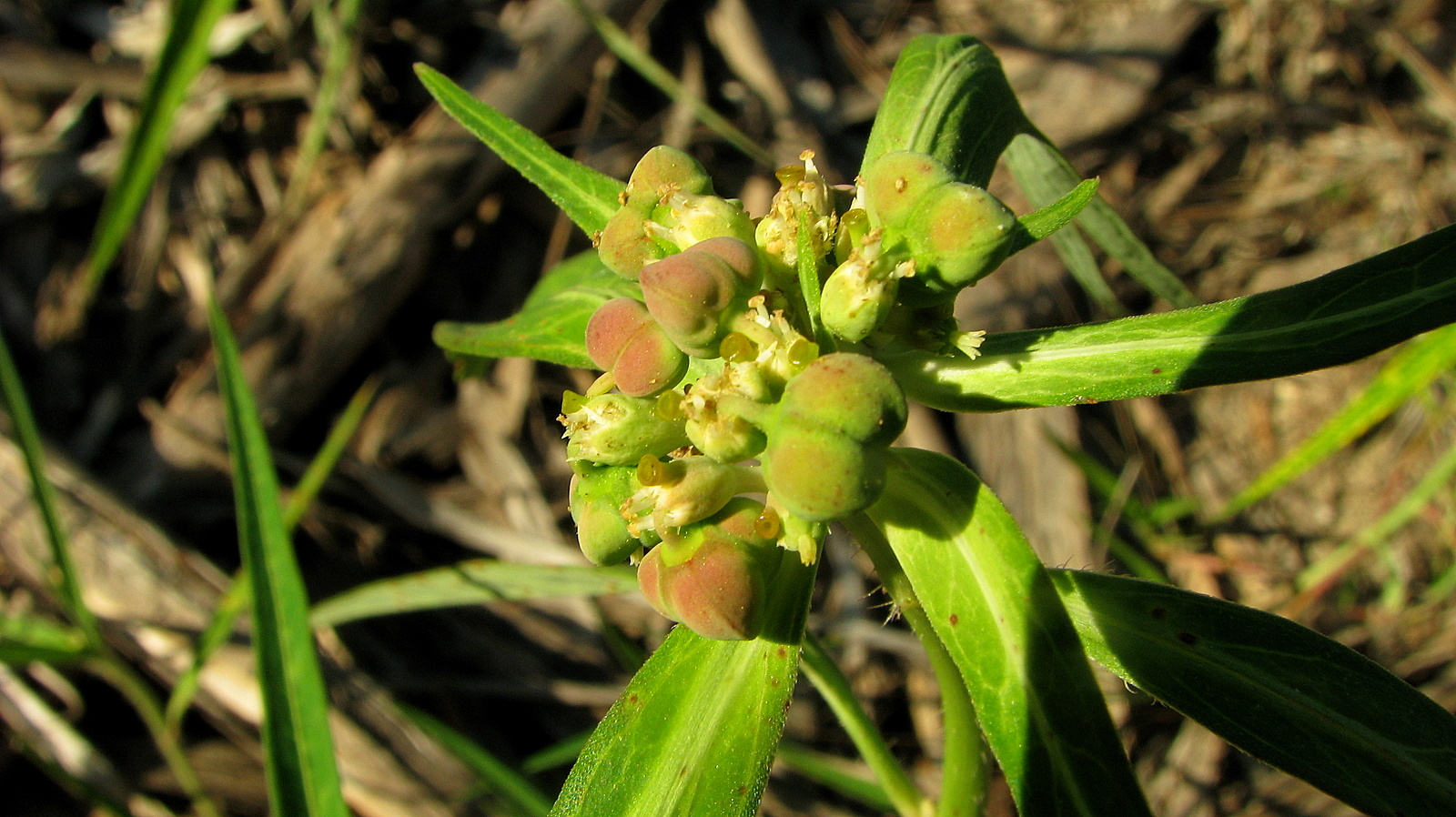
Graines, Brésil.
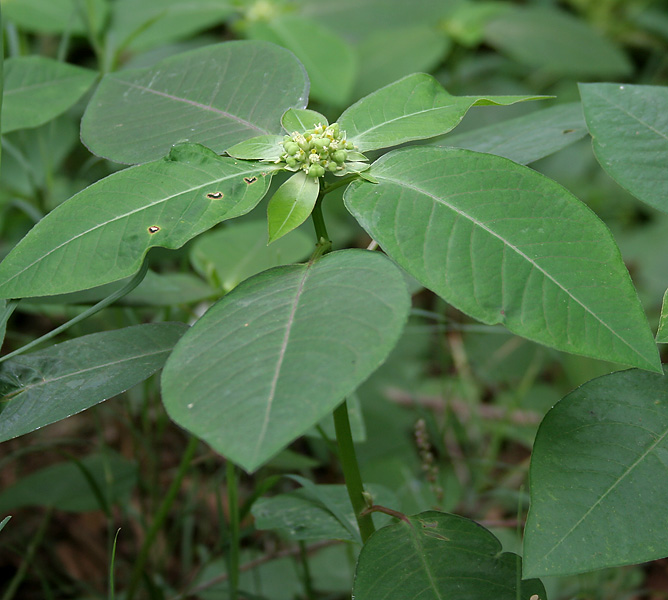
Feuilles ovales acuminées, Inde.
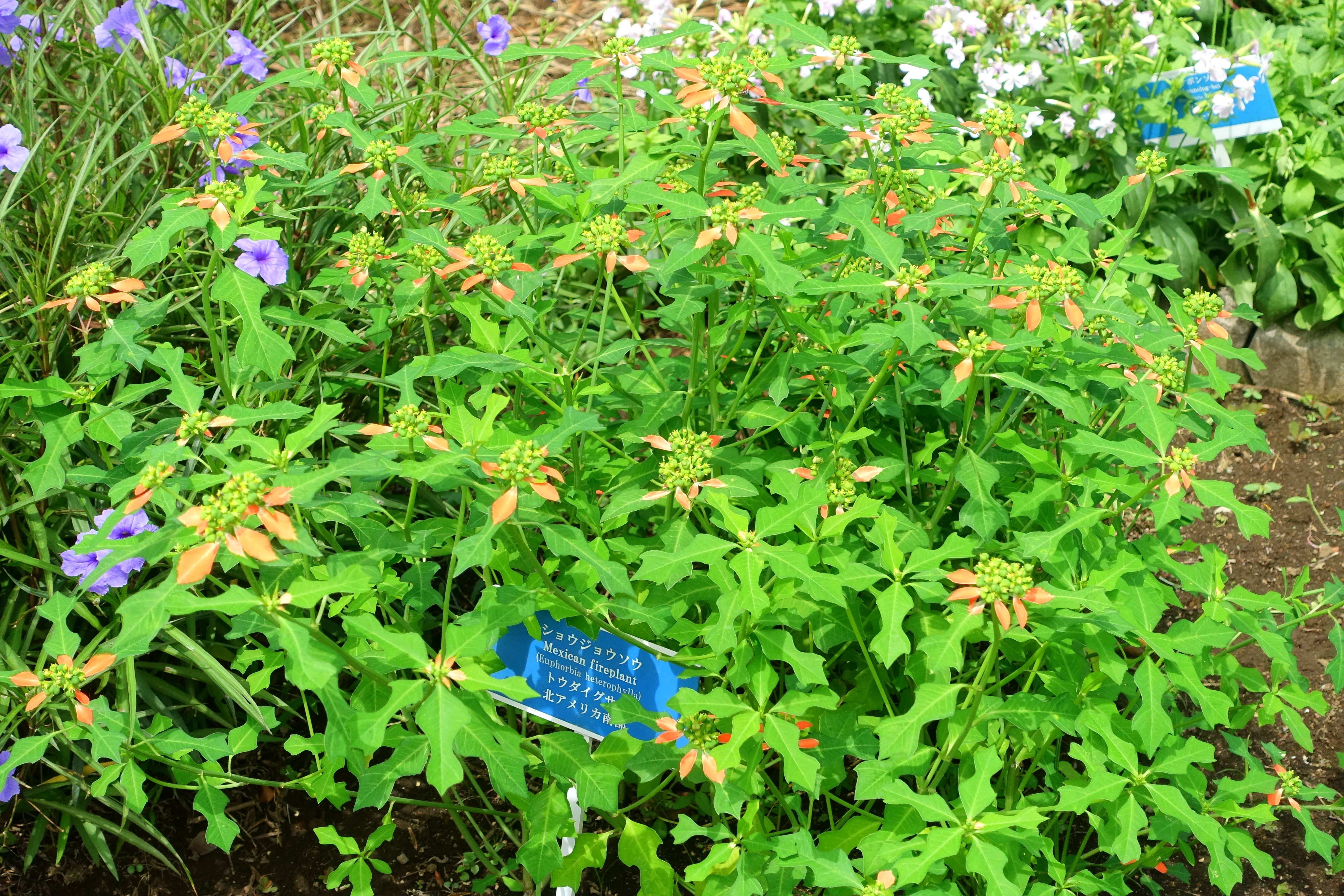
Feuilles en violon, Jardin botanique, Tokyo.
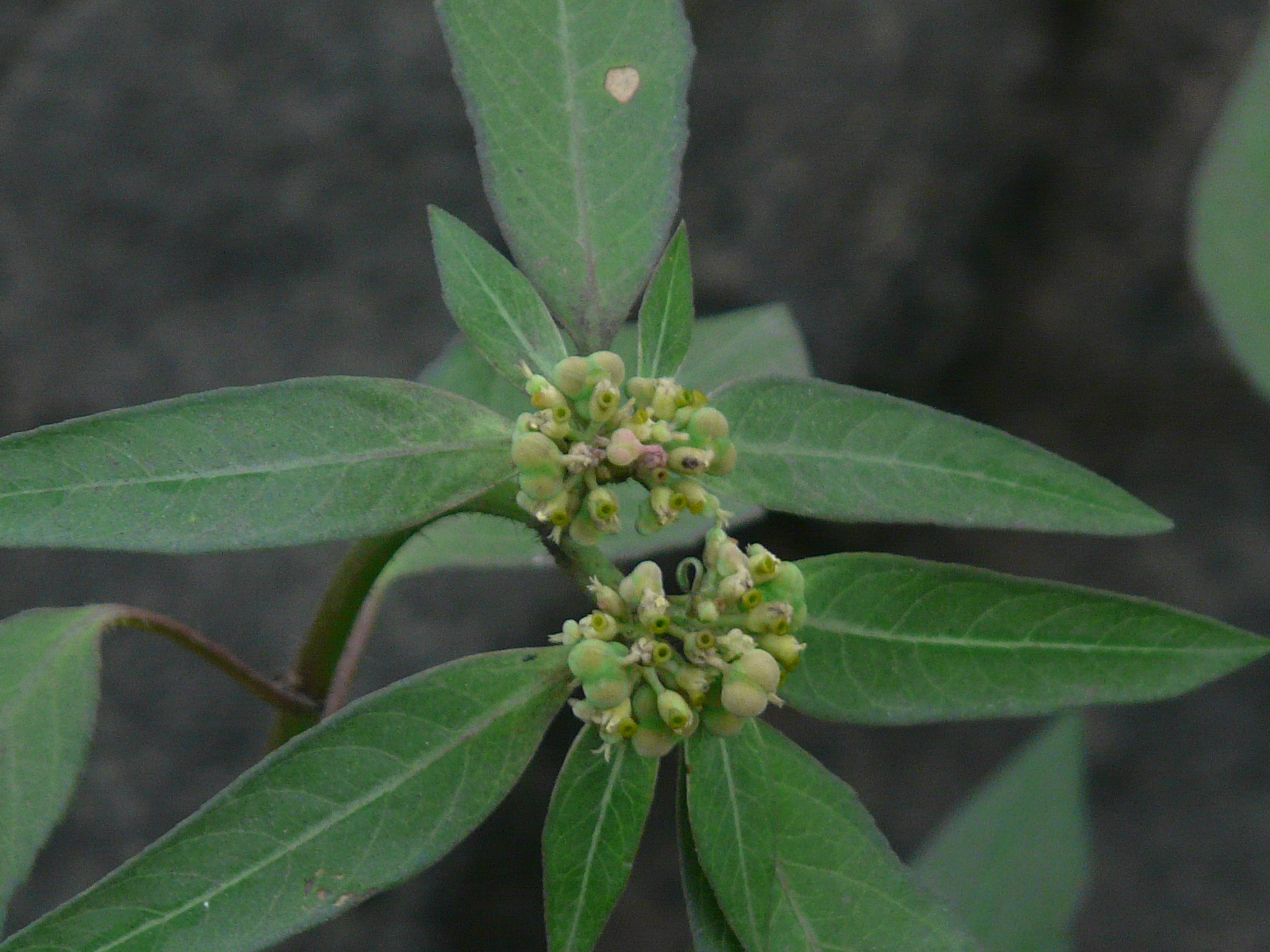
Feuilles allongées
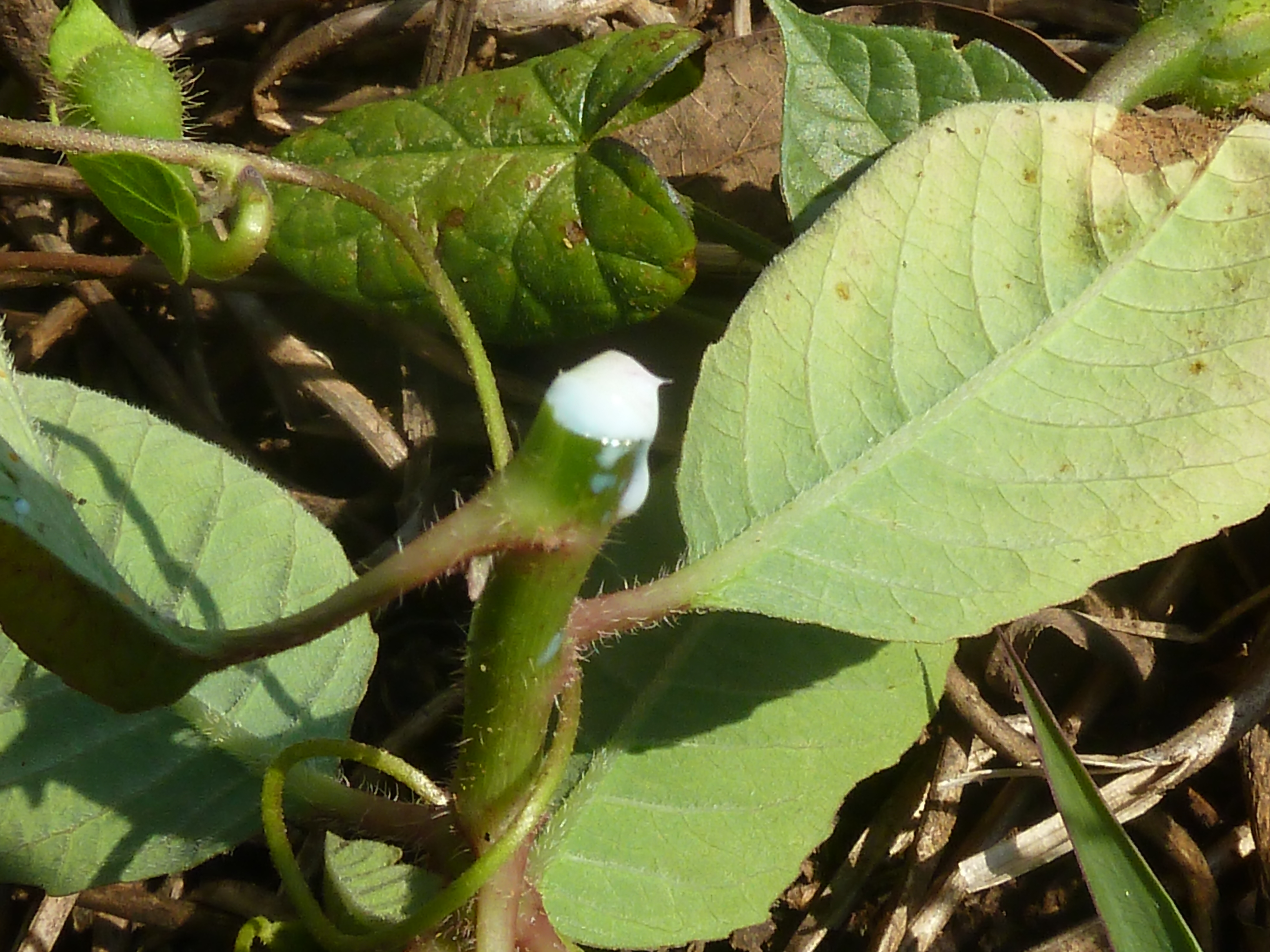
Latex sortant de la tige coupée (Pretoria, Afrique du Sud).
- Visite de fourmis et d'un autre hyménoptère.